# TOBACCO ROAD
『TOBACCO ROAD』（タバコロード）は、日本のロックミュージシャンである柳ジョージが、1985年5月25日にワーナー・パイオニア / Atlantic Recordからリリースした4枚目のオリジナル・アルバムである。

## 解説
キャッチコピーは『パスポートも持たない頃からアメリカだった……』。
1984年に発売された『全ての夏をこの一日に…』以来約1年ぶりとなるオリジナル・アルバム。
2017年にSHM-CD仕様で再発売され、ボーナス・トラックとして、1986年にリリースされた「フォー・ユア・ラヴ」とカップリング曲「タイトロープ -闇に響く声-」、同年にリリースされたベスト・アルバム『For Your Love GEORGE YANAGI THE BEST COLLECTION』に収録されている「Every Highway Leads To You」と「Closing Theme (For Your Love)」が収録されている。

## 批評
| 専門評論家によるレビュー | 専門評論家によるレビュー |
| レビュー・スコア         | レビュー・スコア         |
| 出典                     | 評価                     |
| ------------------------ | ------------------------ |
| CDジャーナル             | 肯定的                   |

CDジャーナルは、「都会と荒野とが同居する地平線へ向う男が、いつもジョーちゃんの歌にはいる。」と批評した上で、「バーボンとタバコで鍛えたノドで柳ジョージは、男の厚く広い胸の奥にある孤独な心情を歌っている。」と肯定的に評価している。

## 収録曲

### LPレコード盤
| #         | タイトル                                                          | 作詞           | 作曲       | 編曲               | 時間  |
| --------- | ----------------------------------------------------------------- | -------------- | ---------- | ------------------ | ----- |
| 1.        | 「ダンシン イン ザ ハーバーライト」(Dancin' In The Harbour Light) | トシ・スミカワ | 増田俊郎   | 長島進             | 5:07  |
| 2.        | 「アウトロー物語」(Swept By The Hard Rain)                        | トシ・スミカワ | 増田俊郎   | 知久光康           | 3:32  |
| 3.        | 「センチメンタル ナイト」(Sentimental Night)                      | トシ・スミカワ | 増田俊郎   | 知久光康           | 4:32  |
| 4.        | 「ハロー カルフォルニア デイズ」(Hello California Days)           | SHOW           | 柳ジョージ | 近藤敬三           | 3:47  |
| 5.        | 「コイン ランドリィ ブルース」(Coin Laundry Blues)                | トシ・スミカワ | 増田俊郎   | 知久光康・増田俊郎 | 6:10  |
| 合計時間: | 合計時間:                                                         | 合計時間:      | 合計時間:  | 合計時間:          | 23:08 |

| 全作曲: 柳ジョージ。 |                                                    |                |            |          |      |
| #                    | タイトル                                           | 作詞           | 作曲・編曲 | 編曲     | 時間 |
| 1.                   | 「流れゆく雲のように」(From San Antonino)          | 東海林良       | 柳ジョージ | 長島進   | 4:12 |
| 2.                   | 「北回帰線の星の下で」(Adios Señorita)             | トシ・スミカワ | 柳ジョージ | 知久光康 | 3:23 |
| 3.                   | 「ペーパー ムーン (1920・退廃の日々)」(Paper Moon) | 東海林良       | 柳ジョージ | 長島進   | 3:30 |
| 4.                   | 「フレックルド マリア」(Freckled Maria)            | 佐藤順英       | 柳ジョージ | 知久光康 | 4:30 |
| 5.                   | 「ペーパーバック ストーリー」(Paperback Story)     | トシ・スミカワ | 柳ジョージ | 長島進   | 4:52 |
| 合計時間:            | 合計時間:                                          | 合計時間:      | 合計時間:  | 20:27    |      |

### CD盤
| #         | タイトル                                                          | 作詞           | 作曲       | 編曲               | 時間  |
| --------- | ----------------------------------------------------------------- | -------------- | ---------- | ------------------ | ----- |
| 1.        | 「ダンシン イン ザ ハーバーライト」(Dancin' In The Harbour Light) | トシ・スミカワ | 増田俊郎   | 長島進             | 5:07  |
| 2.        | 「アウトロー物語」(Swept By The Hard Rain)                        | トシ・スミカワ | 増田俊郎   | 知久光康           | 3:32  |
| 3.        | 「センチメンタル ナイト」(Sentimental Night)                      | トシ・スミカワ | 増田俊郎   | 知久光康           | 4:32  |
| 4.        | 「ハロー カルフォルニア デイズ」(Hello California Days)           | SHOW           | 柳ジョージ | 近藤敬三           | 3:47  |
| 5.        | 「コイン ランドリィ ブルース」(Coin Laundry Blues)                | トシ・スミカワ | 増田俊郎   | 知久光康・増田俊郎 | 6:10  |
| 6.        | 「流れゆく雲のように」(From San Antonino)                         | 東海林良       | 柳ジョージ | 長島進             | 4:12  |
| 7.        | 「北回帰線の星の下で」(Adios Señorita)                            | トシ・スミカワ | 柳ジョージ | 知久光康           | 3:23  |
| 8.        | 「ペーパー ムーン (1920・退廃の日々)」(Paper Moon)                | 東海林良       | 柳ジョージ | 長島進             | 3:30  |
| 9.        | 「フレックルド マリア」(Freckled Maria)                           | 佐藤順英       | 柳ジョージ | 知久光康           | 4:30  |
| 10.       | 「ペーパーバック ストーリー」(Paperback Story)                    | トシ・スミカワ | 柳ジョージ | 長島進             | 4:52  |
| 合計時間: | 合計時間:                                                         | 合計時間:      | 合計時間:  | 合計時間:          | 43:35 |

### 2017年盤
| #         | タイトル                                                                                    | 作詞           | 作曲           | 編曲                                | 時間  |
| --------- | ------------------------------------------------------------------------------------------- | -------------- | -------------- | ----------------------------------- | ----- |
| 1.        | 「ダンシン イン ザ ハーバーライト」(Dancin' In The Harbour Light)                           | トシ・スミカワ | 増田俊郎       | 長島進                              | 5:07  |
| 2.        | 「アウトロー物語」(Swept By The Hard Rain)                                                  | トシ・スミカワ | 増田俊郎       | 知久光康                            | 3:33  |
| 3.        | 「センチメンタル ナイト」(Sentimental Night)                                                | トシ・スミカワ | 増田俊郎       | 知久光康                            | 4:32  |
| 4.        | 「ハロー カルフォルニア デイズ」(Hello California Days)                                     | SHOW           | 柳ジョージ     | 近藤敬三                            | 3:48  |
| 5.        | 「コイン ランドリィ ブルース」(Coin Laundry Blues)                                          | トシ・スミカワ | 増田俊郎       | 知久光康・増田俊郎                  | 6:12  |
| 6.        | 「流れゆく雲のように」(From San Antonino)                                                   | 東海林良       | 柳ジョージ     | 長島進                              | 4:11  |
| 7.        | 「北回帰線の星の下で」(Adios Señorita)                                                      | トシ・スミカワ | 柳ジョージ     | 知久光康                            | 3:24  |
| 8.        | 「ペーパー ムーン (1920・退廃の日々)」(Paper Moon)                                          | 東海林良       | 柳ジョージ     | 長島進                              | 3:30  |
| 9.        | 「フレックルド マリア」(Freckled Maria)                                                     | 佐藤順英       | 柳ジョージ     | 知久光康                            | 4:31  |
| 10.       | 「ペーパーバック ストーリー」(Paperback Story)                                              | トシ・スミカワ | 柳ジョージ     | 長島進                              | 4:54  |
| 11.       | 「フォー・ユア・ラヴ (Bonus Tracks)」(For Your Love)                                        | トシ・スミカワ | 鈴木キサブロー | 長島進 ストリングスアレンジ: 青木望 | 4:09  |
| 12.       | 「タイトロープ -闇に響く声- (Bonus Tracks)」(Tightrope)                                     | トシ・スミカワ | 柳ジョージ     | 本多俊之                            | 4:18  |
| 13.       | 「Every Highway Leads To You (Bonus Tracks)」                                               | Linda Hennrick | 井上堯之       | 井上堯之                            | 4:49  |
| 14.       | 「クロージング・テーマ (フォー・ユア・ラヴ) (Bonus Tracks)」(Closing Theme (For Your Love)) | トシ・スミカワ | 鈴木キサブロー | 長島進 ストリングスアレンジ: 青木望 | 1:43  |
| 合計時間: | 合計時間:                                                                                   | 合計時間:      | 合計時間:      | 合計時間:                           | 58:41 |

## 楽曲解説
1. ダンシン イン ザ ハーバーライト
2. アウトロー物語
  - アルバムと同時発売されたシングル。
3. センチメンタル ナイト
4. ハロー カルフォルニア デイズ
  - シングル「コイン ランドリィ ブルース」のカップリング曲。
  - 和光証券『中期国債ファンド』テーマ曲
5. コイン ランドリィ ブルース
  - 1985年9月5日にシングルカットされた。
  - ブティックJOY MISS TAKAO CFイメージソング
6. 流れゆく雲のように
7. 北回帰線の星の下で
8. ペーパー ムーン (1920・退廃の日々)
9. フレックルド マリア
10. ペーパーバック ストーリー
  - シングル「アウトロー物語」のカップリング曲。
  - 和光証券『ワリコー』テーマ曲

### ボーナス・トラック
1. フォー・ユア・ラヴ
  - 1986年3月25日にリリースされた8枚目のシングル。
  - 関西テレビ系『松本清張サスペンス』主題歌
2. タイトロープ -闇に響く声-
  - シングル「フォー・ユア・ラヴ」のカップリング曲。
  - TBS系『加トちゃんケンちゃんごきげんテレビ』挿入歌
3. Every Highway Leads To You
  - ブリヂストン・タイヤ CFソング
  - 1986年6月25日にリリースされたベスト・アルバム『For Your Love GEORGE YANAGI THE BEST COLLECTION』収録曲。
4. クロージング・テーマ (フォー・ユア・ラヴ)
  - 1986年6月25日にリリースされたベスト・アルバム『For Your Love GEORGE YANAGI THE BEST COLLECTION』収録曲。

## 参加ミュージシャン
- Vocal : 柳ジョージ
- Guitar : 知久光康, 近藤敬三, 柳ジョージ
- Keyboards : 杉田裕
- Bass : 長島進
- Drums : 田切純一
- Additional Vocals : 山根麻衣, 山根栄子, 山根暁 & J-WALK